# Joana Isabel de Holsácia-Gottorp
Joana Isabel de Holsácia-Gottorp (em alemão: Johanna Elisabeth von Holstein-Gottorf; Schleswig, 24 de outubro de 1712 - Paris, 30 de maio de 1760) foi a mãe da imperatriz Catarina II da Rússia. Entre 1747 e 1752 foi regente do Principado de Anhalt-Zerbst em nome do seu filho Frederico Augusto.

## Família
Joana era a sétima filha do duque Cristiano Augusto de Holsácia-Gottorp e da princesa Albertina Frederica de Baden-Durlach. Entre os seus irmãos estava o rei Adolfo Frederico da Suécia. Os seus avós paternos eram o duque Cristiano Alberto de Holsácia-Gottorp e a princesa Frederica Amália da Dinamarca. Os seus avós maternos eram o marquês Frederico VII de Baden-Durlach e a princesa Augusta Maria de Holsácia-Gottorp.

## Infância e juventude
Joana foi criada pela sua avó e pela tia por afinidade, a duquesa Isabel Sofia de Schleswig-Holstein-Sonderborg-Norburg, duquesa de Brunsvique-Luneburgo, na corte de Brunsvique. O seu pai ficou aliviado por ter menos uma filha para criar. Joana cresceu com os mesmos privilégios da sua prima, a filha da duquesa, e foi a sua tia quem lhe arranjou o casamento ao quinze anos de idade e lhe pagou o dote.
Joana casou-se em 1727 com o príncipe Cristiano Augusto de Anhalt-Zerbst que, por coicidência, tinha o mesmo nome do seu pai que tinha morrido no ano anterior. Era general no exército prussiano e prestou serviço militar sob as ordens do rei Frederico II da Prússia. Depois do casamento, a duquesa passou a viver com o marido em Stettin, uma cidade na borda da baía da Pomerânia onde estava estacionado o regimento do príncipe Cristiano. Diz-se que a relação entre o casal era mais de pai e filha do que marido e mulher.

## Duquesa

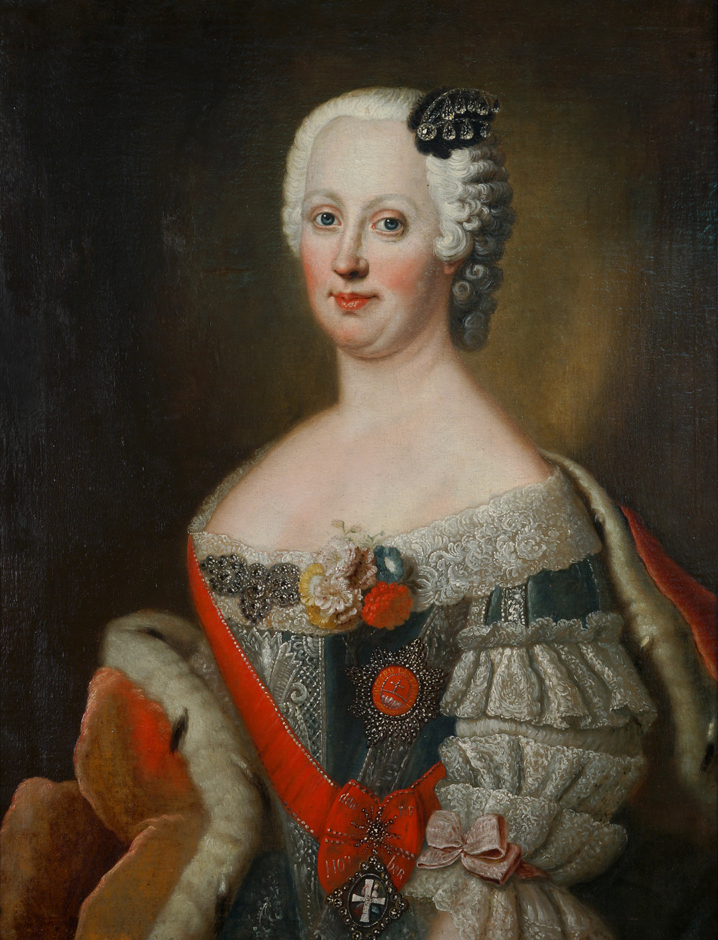
Joana Isabel de Holsácia-Gottorp
Antoine Pesne, c. 1740, Museu do Palácio Tsaritsino, Moscou

Joana achava que a sua vida com o marido de meia-idade na cidade cinzenta e calma de Settin, com uma atmosfera completamente distinta da corte de Brunsvique onde tinha crescida, aborrecida. A cidade tinha poucas diversões para uma jovem como Joana que ansiava por uma vida social mais entusiasmante. Nem sequer o nascimento da sua primeira filha trouxe muita alegria e o seu afecto para com Sofia (a futura imperatriz Catarina II), foi sempre ambivalente. O parto foi dificil e Joana achava que a recompensa tinha sido insuficiente para o que tinha passado. Segundo a sua filha, Joana quase morreu e demorou dezanove semanas a recuperar.
O governador de Anhalt-Zerbst, primo do seu marido, parecia cada vez mais longe de vir a ter herdeiros e o seu irmão mais novo, Luís, era solteiro, o que significava que se Joana desse à luz um varão, a posição da família mudaria consideravelmente e ela poderia deixar Settin para sempre. Mais tarde, a prioridade de Joana sempre foi garantir boas posições políticas aos seus filhos para que eles tivessem uma vida diferente da dela, já que tinha sido forçada a casar com um homem abaixo da sua posição mesmo apesar de ser bisneta de um rei da Dinamarca. Contudo, Joana sempre quis estar um passo à frente da sua filha, sentindo sempre ciumes dela e tentando sempre destruir a sua felicidade ao ponto de permitir que o seu irmão Jorge Luís de Holsácia-Gottorp mostrasse o quanto gostava da sobrinha em público, chegando mesmo a beijá-la nos lábios. Apaixonado por ela, Jorge Luís pediu-a em casamento, mas tal união nunca chegou a acontecer, visto que a imperatriz Isabel da Rússia convocou Sofia e a mãe à corte.
Entretanto a saúde do seu primeiro filho varão, Guilherme começou a deteriorar-se. Tentou-se de tudo, incluindo banhos termais que acabariam por agravar ainda mais a sua doença respiratória, causando a sua morte. Foi um duro golpe para Joana Isabel, já que Guilherme era o seu filho preferido. Quando o primo de Cristiano morreu, foi sucedido pela seu irmão João Luís que governou em conjunto com Cristiano. Então, a família mudou-se para Zerbst.

## Na Rússia
Quando o seu irmão Adolfo Frederico foi escolhido para herdar o trono da Suécia, Joana Isabel começou a planear o casamento da filha com um príncipe da mais alta posição social, o que acabaria por acontecer quando Sofia, agora Catarina, ficou noiva do futuro czar Pedro III da Rússia. Joana esteve presente no casamento e tentou ficar junto da filha por mais tempo, mas rumores de um possível caso amoroso com o conde de Beckij, um conspirador conhecido da imperatriz Isabel, fez com que ambos fossem forçados a regressar à Alemanha. A partir de então a princesa foi proibida de voltar a entrar na Rússia e até de trocar correspondência com a filha apesar de ter consigo enviar algumas cartas clandestinamente.

## Regência e últimos anos
Em 1747, Joana ficou viúva e passou a ser regente de Anhalt-Zerbst em nome do seu filho ainda menor de idade. Governou até 1752, altura em que passou a viver em Paris.
Morreu nessa cidade a 30 de maio de 1760 com quarenta e sete anos de idade.

## Descendência
- Sofia de Anhalt-Zerbst (2 de maio de 1729 - 17 de novembro de 1796), imperatriz Catarina II da Rússia; casada com o czar Pedro III da Rússia; com descendência.
- Guilherme Cristiano de Anhalt-Zerbst (17 de novembro de 1730 - 27 de agosto de 1742), morreu aos onze anos de idade.
- Frederico Augusto de Anhalt-Zerbst (8 de agosto de 1734 - 3 de março de 1793), casado primeiro com a marquesa Carolina Guilhermina de Hesse-Cassel; sem descendência; casado depois com a princesa Frederica Augusta de Anhalt-Bernburg; sem descendência.
- Augusta Cristiana de Anhalt-Zerbst (10 de novembro de 1736 - 24 de novembro de 1736), morreu com duas semanas de idade.
- Isabel Ulrica de Anhalt-Zerbst (17 de dezembro de 1742 - 5 de março de 1745), morreu aos dois anos de idade.